# Estanislau Kostka
Estanislau Kostka ou Stanisław Kostka, S.J., foi um jesuíta polaco canonizado pelo Papa Bento XIII, em 1726. Nasceu em Rostkowo, no condado de Przasnysz, na Polônia, em 28 de outubro de 1550 e morreu em Roma durante a noite de 14 a 15 de agosto de 1568. Entrou na Companhia de Jesus em Roma no seu 17º aniversário (28 de outubro de 1567) e predisse sua morte alguns dias antes da ocorrência.

## Biografia

### Família
Seu pai era senador do Reino da Polônia e senhor de Zakroczym; sua mãe era Małgorzata Kryska, de Drobni (Margaret de Drobniy Kryska), irmã e sobrinha dos voivodes de Masovia e tia do célebre chanceler da Polônia, Feliks Kryski. Ele foi o segundo de sete filhos. Seu irmão mais velho, Paweł (Paul), sobreviveu para estar presente na cerimônia de beatificação de Estanislau, em 1605. Em casa, os dois irmãos foram ensinados com firmeza e até severidade; seus resultados foram piedade, modéstia, temperança e submissão.

### Vida escolar
Em 25 de julho de 1564, eles chegaram a Viena com seu tutor para frequentar a faculdade jesuíta que havia sido aberta quatro anos antes. Estanislau logo se destacou entre seus colegas de classe durante seus três anos de escolaridade, não apenas por sua amabilidade e alegria de expressão, mas também por seu crescente fervor religioso e piedade. Seu irmão Paulo disse durante o processo de beatificação que "ele se dedicou tão completamente às coisas espirituais que frequentemente ficava inconsciente, especialmente na igreja dos padres jesuítas de Viena". Uma das práticas de devoção a que ele se juntou em Viena foi a Congregação de Santa Bárbara e Nossa Senhora, da qual ele também pertencia a um número de alunos da Companhia de Jesus. Estanislau alegou a um colega da Sociedade de Roma que Santa Bárbara lhe trouxe dois anjos durante uma doença grave, a fim de lhe dar a Eucaristia. Seu tutor, John Bilinski, testemunhou o milagre, e embora ele próprio não ver o que Estanislau afirmou ter visto, ele "estava certo de que Estanislau não era nada fora de sua mente através da violência de sua doença.
Exasperado com a piedade de seu irmão mais novo, Paul começou a maltratar Estanislau. Estanislau sofreu o tratamento injusto com notável estoicismo e paciência, mas "uma noite depois que Estanislau sofreu novamente os duros comentários e golpes de seu irmão, ele se voltou contra Paul com as palavras: 'Seu tratamento áspero terminará quando eu partir para nunca mais voltar, e você terá que explicar minha partida para nosso pai e mãe. A única resposta de Paulo foi xingar violentamente ele.".

### Entrada na Companhia de Jesus
O pensamento de ingressar na Companhia de Jesus já havia entrado na mente do jovem santo. Entretanto, seis meses se aventurou a falar disso aos superiores da Sociedade. Em Viena, eles hesitaram em recebê-lo, temendo a tempestade que provavelmente seria levantada por seu pai contra a Sociedade, que acabara de acalmar uma tempestade provocada por outras admissões na Companhia. Estanislau rapidamente compreendeu a situação e formou o plano de aplicar ao general da Sociedade em Roma. eram quinhentas léguas, que precisavam ser feitas a pé, sem equipamento, guia ou qualquer outro recurso, exceto a precária caridade que poderia ser recebida na estrada. Os perigos e humilhações em potencial dessa jornada, no entanto, não alarmaram sua coragem.
Na manhã do dia em que ele deveria realizar seu projeto, chamou seu servo mais cedo e pediu que notificasse seu irmão Paul e seu tutor no decorrer da manhã de que ele não voltaria naquele dia para jantar. Então ele começou, trocando o vestido de cavalheiro pelo vestido de mendigo, que era a única maneira de escapar da curiosidade daqueles que ele conheceu. Ao cair da noite, Paul e o tutor compreenderam que Estanislau havia fugido, como havia ameaçado. Eles foram apreendidos com uma raiva feroz e, ao final do dia, o fugitivo ganhou um dia sobre eles. Eles começaram a segui-lo, mas não foram capazes de alcançá-lo; ou seus cavalos exaustos se recusavam a ir mais longe, ou uma roda de sua carruagem se rompia, ou, como declarava francamente o tutor, eles haviam confundido a rota, deixando a cidade por uma estrada diferente daquela que Estanislau havia tomado. É perceptível que, em seu testemunho, Paulo não dá explicações sobre sua má sorte.
Estanislau ficou um mês em Dillingen, onde o provincial da época, São Pedro Canisio, pôs à prova a vocação do jovem aspirante, empregando-o no internato. Ele chegou em 25 de outubro de 1567 em Roma. Como estava muito exausto com a viagem, o general da ordem, São Francisco Bórgia, não lhe permitiu entrar no noviciado de Santo André até vários dias depois. Nos dez meses restantes de sua vida, segundo o testemunho do mestre dos noviços, padre Giulio Fazio, "ele foi modelo e espelho da perfeição religiosa. Apesar de sua constituição muito delicada, não se poupou da menor penitência". Ele tinha uma febre tão ardente no peito que muitas vezes era obrigado a aplicar compressas frias".

### Morte
Na noite da festa de São Lourenço (10 de agosto), Estanislau sentiu uma fraqueza mortal, agravada por uma febre alta, e viu claramente que chegara sua última hora. Ele escreveu uma carta à Virgem Maria implorando que ela o chamasse para os céus de lá para celebrar com ela o glorioso aniversário de sua Assunção (15 de agosto).  Sua confiança na Santíssima Virgem, que já lhe havia trazido muitos favores, foi novamente recompensada; em 15 de agosto, às 16:00 da manhã, enquanto ele orava a Deus, aos santos e à Virgem Maria, ele morreu. Muitos na cidade o proclamavam santo e as pessoas se apressavam de todas as partes para venerar seus restos mortais e obter, se possível, algumas relíquias.

## Galeria

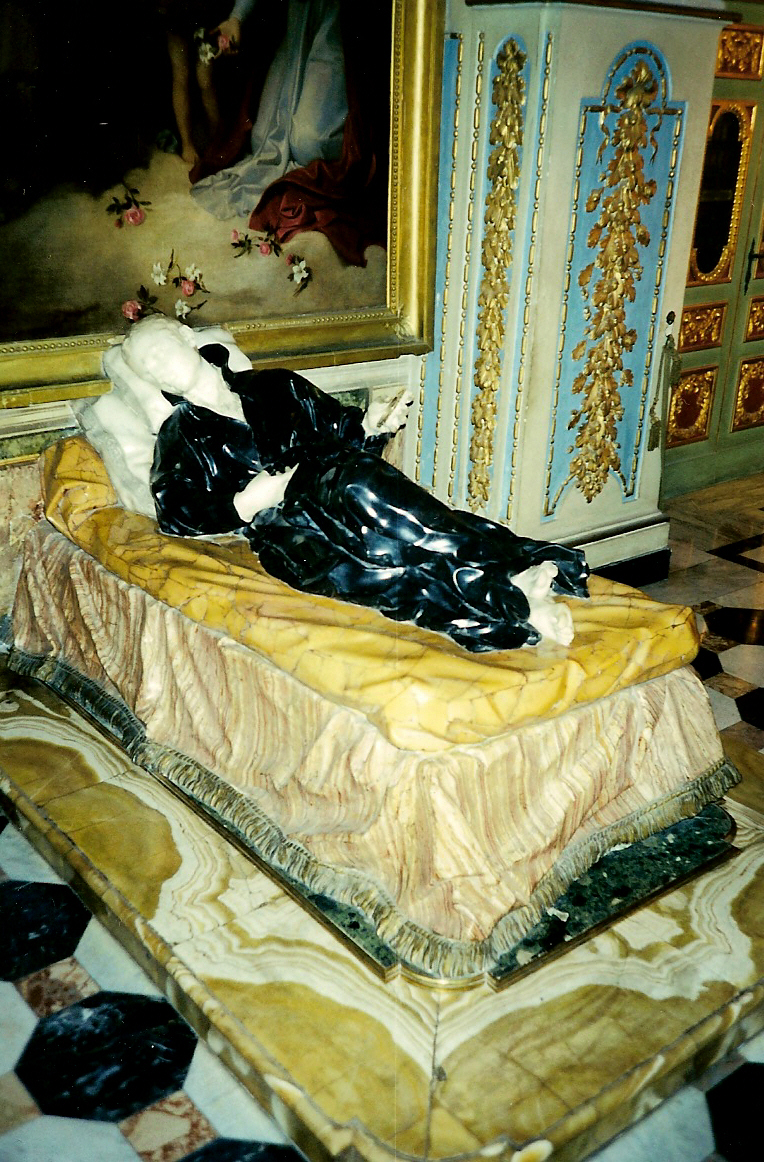
Estátua de Estanislau Kostka
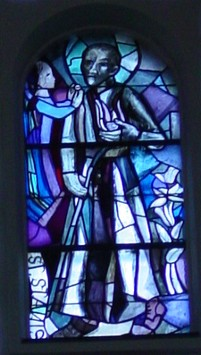
Vitral de igreja representando Estanislau Kostka

## Ligações Externas
- Vida de Estanislau Kostka na Biblioteca Eletrónica Cristiana
- Santo Estanislau Kostka, estudante jesuíta, +1568, evangelhoquotidiano.org
- Santo Estanislau Kostka, religioso, +1568, evangelhoquotidiano.org